# 鲁道夫·亚历山大
鲁道夫·亚历山大（法語：Rodolphe Alexandre；1953年9月26日—），法国海外省法属圭亚那政治人物。2010年5月至今，担任法属圭亚那大区委员会主席。

## 生平
1953年9月26日，鲁道夫·亚历山大生于法属圭亚那卡宴。2008年至2010年，担任卡宴市市长。